# Rosa chavinii
Rosa chavinii es una especie de planta del género Rosa, de la familia Rosaceae.

## Taxonomía
Rosa chavinii fue descrita por Rapin ex Reut. en 1861.

## Distribución
Se encuentra en el territorio de Francia, Italia y Suiza.